# Что забыла дама?
«Что забыла дама?» (яп. 淑女は何を忘れたか сукудзё ва нани о васурэта ка) — кинофильм режиссёра Ясудзиро Одзу, вышедший на экраны в 1937 году.

## Сюжет
Главные герои — добродушный профессор микробиологии Комия и его властная супруга Токико, проживающие в большом токийском доме. Однажды к ним из Осаки приезжает племянница Сэцуко, молодая девушка со своенравным и несколько капризным характером. Она вовсе не намерена безропотно подчиняться всем указаниям тёти и так же советует поступать и профессору. Однако тот, не желая вступать в конфликт, предпочитает изобразить подчинение и поступить по-своему: когда жена отправляет его играть в гольф, он оставляет клюшки у своего ученика Окады, а сам отправляется в бар, где встречается с племянницей. Весёлый вечер заканчивается в доме гейш, откуда Сэцуко возвращается домой отнюдь не в трезвом состоянии, что вызывает очередную вспышку недовольства Токико. На следующий день домой прибывает и Комия, якобы игравший в гольф, а на самом деле переночевавший у Окады. Запутанная ложь грозит с каждой минутой рухнуть...

## В ролях
- Тацуо Сайто — Комия
- Сумико Курисима — Токико
- Митико Кувано — Сэцуко
- Сюдзи Сано — Окада
- Такэси Сакамото — Сугияма
- Тёко Иида — Тиёко Сугияма
- Мицуко Ёсикава — Мицуко
- Масао Хаяма — Фудзио
- Томио Аоки — Томио
- Кэн Уэхара — кинозвезда

## О фильме
37-й фильм Ясудзиро Одзу был снят в январе — феврале 1937 года. После завершения своей предыдущей работы, мрачной ленты «Единственный сын», режиссёр планировал взяться за картину о старом офисном работнике, впадающем в безумие. В итоге было решено снять что-то более лёгкое и жизнеутверждающее, а офисную историю воплотил Тому Утида под названием «Вечное движение вперёд». Фильм «Что забыла дама?», сценарий которого был создан Одзу совместно с Акирой Фусими, — это социальная сатира, показывающая жизнь состоятельных людей из престижных районов Токио. В титрах не были указаны имена персонажей, а только район их проживания; этого, по мнению создателей, было достаточно для понимания социального положения и поведения героев.